# Une saison blanche et sèche
Pour le film, voir Une saison blanche et sèche (film).
Une saison blanche et sèche (titre original en anglais : A Dry White Season) est le quatrième roman d'André Brink, publié en 1979. Interdit de publication en Afrique du Sud, il est originellement publié à Londres par l'éditeur WH Allen, puis traduit dans une dizaine de langues dont l'afrikaans sous le titre ’n Droë wit Seisoen.
La traduction française paraît en janvier 1980 aux éditions Stock et reçoit le prix Médicis étranger en 1980.

## Résumé
Ben Du Toit est un professeur d'histoire, un Afrikaner de Johannesbourg comme les autres, dont la vie bien réglée tourne autour des pôles suivants famille, paroisse, travail. Il prend peu à peu conscience des difficiles conditions de vie des Noirs dans son pays lorsque Gordon, le jardinier noir de l'école où il enseigne, pour lequel il s'était pris d'amitié, est arrêté. Gordon avait entrepris une enquête pour éclaircir les conditions de la mort de son fils en prison, un jeune garçon doué, dont Ben avait entrepris de payer les études. L'adolescent s'était retrouvé dans une manifestation qui avait dégénéré, car, comme tant d'autres jeunes noirs d'Afrique du Sud il ne pouvait plus supporter les lois raciales.
Gordon meurt à son tour en détention, « suicidé » (pendu) selon le rapport officiel. Ben du Toit prend la relève de l'enquête et tente de montrer à tous les abus du pouvoir en place, prenant d'énormes risques, rassemblant un à un de minuscules indices à l'aide de Stanley, chauffeur noir. Au fur et à mesure que l'enquête avance, les témoins disparaissent ou se désistent un à un, et la petite vie tranquille de Ben se désintègre. Il fait la connaissance d'une journaliste, Mélanie, et de son père un brin philosophe. Malgré les intimidations, une seule chose lui importe à présent : la vérité.
Ben finit par tout perdre, y compris par moments sa détermination, et est trahi par l'un des siens. Il est assassiné, peu après avoir réussi à passer le témoin de son enquête à un vieil ami, un auteur qui à présent raconte son histoire.

## Adaptation au cinéma
Le roman est adapté en 1989 par la réalisatrice martiniquaise Euzhan Palcy dans le film Une saison blanche et sèche (A Dry White Season), avec Donald Sutherland, Susan Sarandon, Zakes Mokae et Marlon Brando dans les rôles principaux.

## Dans la culture
- La piste 12 de l'album Quelques gouttes suffisent... du groupe de rap français Ärsenik porte le même titre.